# دورك (فريدون شهر)
دورك (بالفارسية: دورک) هي قرية تقع في قسم بشتكوة موغوئي الريفي في إيران. يقدر عدد سكانها بـ 262 نسمة بحسب إحصاء 2016.